# Fiery Firemen
Pour les articles homonymes, voir Fiery.

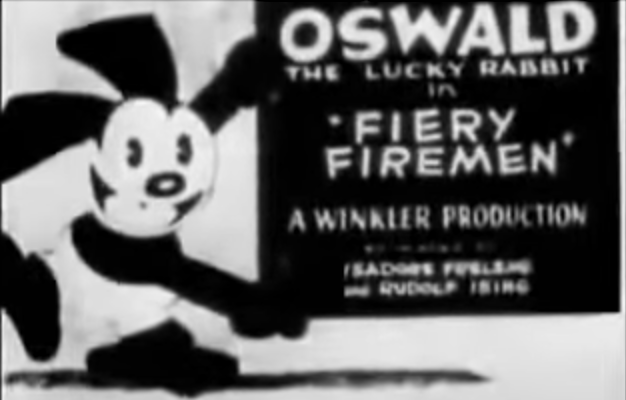

Fiery Firemen est un court métrage de la série Oswald le lapin chanceux, produit par le studio Robert Winkler Productions et sorti le 15 octobre 1928.

## Fiche technique
- Titre  : Fiery Firemen
- Série : Oswald le lapin chanceux
- Réalisateur : Friz Freleng, Rudolf Ising
- Producteur : Charles Mintz
- Production : Robert Winkler Productions
- Distributeur : Universal Pictures
- Date de sortie : 15 octobre 1928[1]
- Format d'image : Noir et Blanc
- Langue : (en)
- Pays :  États-Unis